# Kelly-Marie Murtha
Pour les articles homonymes, voir Kelly, Marie et Murtha.
Kelly-Marie Murtha, née le 24 novembre 1971 en Ontario, est une actrice, réalisatrice, productrice et scénariste canadienne.

## Filmographie

### Actrice
- 2007 : The Vampire (téléfilm) : la danseuse
- 2007 : The Last Day of December (court métrage)
- 2008 : The Tease (court métrage) : l'épouse
- 2008 : The Little Guardian (court métrage) : la femme
- 2008 : Air India 182 (documentaire) : l'infirmière Shelia Wall
- 2008 : Rex vs. Singh (court métrage) : la seconde sœur
- 2008 : Illusion : Emily
- 2009 : The Dawning (court métrage) : Beth
- 2009 : Buy$exual (court métrage) : Jill
- 2009 : Fantasy745 (court métrage) : Mrs. Lee
- 2009 : The Red Pearl
- 2010 : The Asylum : doctoresse Matthews
- 2010 : Exorcism (court métrage) : Kathy
- 2010 : Lavender Fields (court métrage) : la femme
- 2010 : Open Window (court métrage) : Maggie
- 2010 : Eyes Beyond (court métrage) : Vivian Rogers
- 2010 : A Reckoning (court métrage) : Sue
- 2011 : Snow Angel : Angela Macena
- 2011 : The Wave Canadiana Blue : Dominique
- 2011 : The Unleashed : Sade
- 2011 : Ludibrium (court métrage) : l'infirmière
- 2011 : Night Express
- 2012 : Project Breakwater : l'officier RCMP
- 2012 : A Kind of Wonderful Thing : Dorothy
- 2012 : The Store (court métrage)
- 2012 : Route of Acceptance : Kali
- 2012 : Resist666 (série télévisée) : Jennifer Gaze
- 2012 : For Clearer Skies (court métrage) : la femme
- 2013 : Mind Games : Jane
- 2013 : Brainwashed (série télévisée documentaire) : la mère d'Angela
- 2012-2013 : Out of Time (série télévisée) : Diane Brazen
- 2013 : M Is for Mother (court métrage) : Lynn
- 2013 : Bed & Breakfast (court métrage) : la femme
- 2013-2014 : Improbabilia (série télévisée) : détective Lena Dalewood
- 2014 : Someone Not There (mini-série) : Suzanne
- 2014 : Tapped Out : Carol Shaw
- 2014 : The Drownsman : doctoresse Gates
- 2014 : Nowhere to Hide (série télévisée) : la mère biologique de Rachel
- 2010-2014 : Out with Dad (série télévisée) : Angela
- 2015 : Canswer : Ellie
- 2015 : Last Call (court métrage) : la petite amie (voix)
- 2015 : How to Kill a Rose (court métrage) : Eleanor Myer
- 2015-2016 : Standardized (série télévisée) : la thérapiste
- 2015 : I Wish You Love : Sheila
- 2015 : Eco Lick (série télévisée) : Abigail
- 2016 : How to Fall in Love (court métrage) : la femme
- 2016 : Girl in the Forest (court métrage) : la mère du garçon
- 2016 : Isabelle Unbroken (court métrage) : Isabelle
- 2013 : The Amorphous Mind Police Factor : Marta Werner
- 2014 : Keppler 22b (court métrage)
- 2015 : Groupies : Erin
- 2016 : Hoover Damn (court métrage) : Val

### Réalisatrice - productrice - scénariste
| année | film                                                       | réalisatrice | productrice | scénariste | notes           |
| ----- | ---------------------------------------------------------- | ------------ | ----------- | ---------- | --------------- |
| 2013  | Smart Work                                                 | Oui          | Oui         | Oui        | court métrage   |
| 2014  | Forget Me Not                                              | Oui          |             |            | série télévisée |
| 2015  | Jake, James & Jane                                         | Oui          |             |            | court métrage   |
| 2015  | The Necessity of Men                                       | Oui          | Oui         |            | court métrage   |
| 2015  | Lady in Waiting                                            | Oui          | Oui         |            | court métrage   |
| 2015  | Twister                                                    | Oui          |             |            | court métrage   |
| 2016  | How to Fall in Love                                        | Oui          | Oui         | Oui        | court métrage   |
| 2016  | You Can't Eat Muffins on the Mississippi Under a Full Moon | Oui          |             |            | court métrage   |
| 2016  | Mutha                                                      |              | Oui         |            | téléfilm        |
| 2016  | Isabelle Unbroken                                          |              | Oui         | Oui        | court métrage   |
| 2016  | Second Time                                                | Oui          | Oui         | Oui        | court métrage   |
| 2017  | The Stalker                                                | Oui          |             |            | court métrage   |